# Mattanja Joy Bradley
Mattanja Joy Bradley is een Nederlandse singer-songwriter.
Mattanja heeft een Engelse vader en Nederlandse moeder. In haar vroege tienerjaren begon ze met het schrijven van eigen liedjes.

## Bradley's Circus
Van 2005 tot 2016 was ze de zangeres van de Tilburgse blues en rock-'n-roll band Bradley's Circus. Met deze band werden vier studioalbums uitgebracht waarvan 'Bang Bang Wa Wee's' en 'Kickin' But Not High' werden opgenomen in Dockside Studio, Louisiana USA. Kickin' But Not High werd in 2013 genomineerd voor beste blues album. Ze werd uitgeroepen tot beste blueszangeres van 2012 en nam haar eerste award mee naar huis.

## Solo
In 2012 werd Mattanja op radiozender 3FM uitgeroepen tot Serious Talent. Datzelfde jaar deed ze solo mee aan het programma De beste singer-songwriter van Nederland en haalde de finale. In 2012 was Mattanja samen met Glennis Grace te zien in het RTL-tv-programma 'Puro 43 Music Sessions'. Op 31 mei 2013 kwam haar eerste solo-album uit, getiteld Wake Me Up. Haar derde single 'Hurricane' werd o.a. gebruikt voor de zomerpromo van HBO.nl, voor een grote tv-reclame van JCPenney in Amerika en voor de Amerikaanse serie 'Banshee' in seizoen 3, aflevering 6. Eind 2013 kwam de documentaire 'Mattanja Joy' van regisseur Ellen van Kempen uit en werd geselecteerd voor IDFA. Vanaf 14 mei 2014 was ze te zien in het zesde seizoen van De beste zangers van Nederland. In 2017 bracht ze de single 'Stand By Your Man' uit en in 2018 de single 'Need Your Love'. In 2019 bracht ze samen met Hardstyle DJ Brennan Heart de single 'Need To Feel' uit waarvoor ze een grootse clip opnamen in de woestijn van Las Vegas die meer dan 1,7 miljoen views bereikt heeft.